# Groupement Sportif des Pétrolier Algérie
Groupement Sportif des Pétrolier Algérie war ein algerisches Radsportteam mit Sitz in Algier.
Die Mannschaft wurde 2011 gegründet und nahm als Continental Team an den UCI Continental Circuits teil. Manager war Djaffar Belhocine, der von den Sportlichen Leitern Smail Douzi, Khelil Tamarente und Hakim Hamza unterstützt wurde. Das Team wurde in der Saison 2016 nicht mehr bei der UCI registriert.

## Saison 2015

### Erfolge in der UCI Africa Tour
In den Rennen der Saison 2015 der UCI Africa Tour gelangen die nachstehenden Erfolge.
| Datum      | Rennen                                      | Kat. | Fahrer                |
| ---------- | ------------------------------------------- | ---- | --------------------- |
| 8. März    | 2. Etappe Tour Internationale d’Oranie      | 2.2  | Ayoub Karrar          |
| 7.–9. März | Gesamtwertung Tour Internationale d’Oranie  | 2.2  | Azzedine Lagab        |
| 13. März   | 2. Etappe Tour International de Blida       | 2.2  | Adil Barbari          |
| 21. März   | 1. Etappe Tour Internationale d’Annaba      | 2.2  | Azzedine Lagab        |
| 22. März   | 2. Etappe Tour Internationale d’Annaba      | 2.2  | Abdelbasset Hannachi  |
| 23. März   | 3. Etappe Tour Internationale d’Annaba      | 2.2  | Abdelbasset Hannachi  |
| 25. März   | 1. Etappe Tour International de Constantine | 2.2  | Abdelmalek Madani     |
| 30. März   | Criterium International de Blida            | 1.2  | Abdelbasset Hannachi  |
| 11. Juni   | Algerische Meisterschaft – Einzelzeitfahren | CN   | Abdelkader Belmokhtar |

### Abgänge – Zugänge
| Zugänge            | Team 2014       | Abgänge              | Team 2015 |
| ------------------ | --------------- | -------------------- | --------- |
| Adil Barbari       | Vélo Club SOVAC | Fathi Bennabi        | Unbekannt |
| Zoheir Benyoub     | Neoprofi        | Abderrahman Bourezza | Unbekannt |
| Abd Elnnaim Samadi | Neoprofi        | Mohamed Hamza        | Unbekannt |
|                    |                 | Abdelaziz Yahmi      | Unbekannt |
|                    |                 | Abdenour Yahmi       | Unbekannt |

### Mannschaft
| Name                  | Geburtstag         | Nationalität |
| --------------------- | ------------------ | ------------ |
| Adil Barbari          | 27. Mai 1993       | Algerien     |
| Abdelkader Belmokhtar | 5. März 1987       | Algerien     |
| Boualem Belmokhtar    | 11. März 1993      | Algerien     |
| Zoheir Benyoub        | 16. Oktober 1996   | Algerien     |
| Abdellah Benyoucef    | 10. April 1987     | Algerien     |
| Mustapha Droueche     | 28. Januar 1994    | Algerien     |
| Abdelbasset Hannachi  | 2. Februar 1985    | Algerien     |
| Ayoub Karrar          | 3. Februar 1993    | Algerien     |
| Azzedine Lagab        | 18. September 1986 | Algerien     |
| Ismain Lallouchi      | 19. Juli 1989      | Algerien     |
| Abdelmalek Madani     | 28. Februar 1983   | Algerien     |
| Abd Elnnaim Samadi    | 11. August 1994    | Algerien     |

## Platzierungen in UCI-Ranglisten
UCI Africa Tour
| Saison | Mannschaftswertung | Fahrerwertung        |
| ------ | ------------------ | -------------------- |
| 2011   | 1.                 | Azzedine Lagab (3.)  |
| 2012   | 2.                 | Azzedine Lagab (4.)  |
| 2013   | 5.                 | Azzedine Lagab (15.) |
| 2014   | 2.                 | Azzedine Lagab (3.)  |

UCI America Tour
| Saison    | Mannschaftswertung | Fahrerwertung          |
| --------- | ------------------ | ---------------------- |
| 2011      | 38.                | Youcef Reguigui (326.) |
| 2012-2014 | -                  | -                      |

UCI Asia Tour
| Saison    | Mannschaftswertung | Fahrerwertung        |
| --------- | ------------------ | -------------------- |
| 2011-2013 | -                  | -                    |
| 2014      | 38.                | Azzedine Lagab (60.) |

UCI Europe Tour
| Saison    | Mannschaftswertung | Fahrerwertung          |
| --------- | ------------------ | ---------------------- |
| 2011      | 102.               | Youcef Reguigui (601.) |
| 2012      | 90.                | Youcef Reguigui (208.) |
| 2013-2014 | -                  | -                      |